# 山西路堂 (天津市)

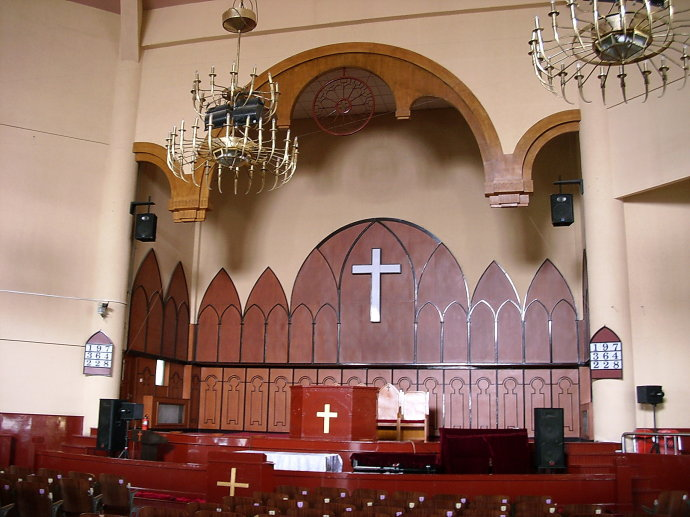
山西路堂内部（天津市、2009年）

山西路堂（さんせいろどう、中国語: 山西路堂、英語: Shanxilu Church, Wuhan）は、ウェスレー教会としてメソジスト監督教会 (後にメソジスト教会) によって中国天津市設立されたプロテスタント教会で、1995年に山西路教会として市内の別の場所に再建され、現在天津市最大のプロテスタント教会である。

## 歴史
1872年、メソジスト教会の宣教師（中国語名：達吉瑞）が天津に来てウェスレー教会を設立して、これはメソジストの創始者ジョン・ウェスレーを記念している。最初は借家で紫竹林聖島教会として、その後海大路に土地を購入して教会堂を建てた。1903年、このメソジスト教会は古い教会を売却し、フランス租界のフォッシュ将軍路 (通称: リザン路、現在の浜江路) にある3 エーカー以上の土地を購入し、1913年までにこの敷地に新しい教会を建設した。ウェスレー教会は八角形で、「八角楼」とも呼ばれ、700席があり、小さなホールも付属していた。ウェスレー教会は天津最大のキリスト教教会で、天津メソジスト教会の中心的教会でもあった。
1932 年の秋、上海ベテル伝道使節団の宋尚節博士が伝道復興集会を主宰するように招待された。第二次世界大戦後、1958年には中国のプロテスタントは統一礼拝を実践し、ウェスレー教会は4つ教会を統一して1つの教会となり、浜江路堂と改名した。
1966年からの「文化大革命」の間は、教会は占拠された。1979年12月、浜江路堂は天津のすべての教会で最初に集会を再開した。

## 現状
1991年、ウェスレー教会は隣接する浜江商業ビルの建設により深刻な被害を受けた。ウェスレー教会堂は1995年に取り壊され、山西路と哈密路の交差点北側の民家を取り壊して新しい教会堂を建て直し、1996年4月に完成し「山西路堂」と改名した。山西路教会は当初の八角形の平面形状を維持し、面積は拡大し、1120席になり、小ホールは350席を備えた。天津三自愛国運動委員会と天津基督教協会の拠点でもある。

## 礼拝時間
山西路教会では、毎週日曜日午前8時と午前10時の二度の日曜礼拝があり、毎月第一日曜礼拝後にパンと「パンとブドウ酒」の聖餐式が行われている。それから、青年交流の集まり、聖書研究会、祈りと証しの会、その他の集会や親睦会が行われる。

## 参照項目
- 中国のキリスト教
- 中国基督教協会
- 愛徳基金会
- 西開天主教堂 - 天津市のカトリック大聖堂